# حفر العتش
حفر العتش، هي قرية من فئة (أ) تقع في محافظة رماح، والتابعة لمنطقة الرياض في السعودية. وتبعد حفر العتش عن محافظة رماح بمسافة تقارب (80) كم، وتبعد عن مدينة الرياض حوالي 160 كيلو متر، وتتميز حفر العتش بوجود قلبان وأبار للمياه بها منذ مئات السنين وكما تتميز بقربها من روضة التنهات.
ورئيس مركزها الشيخ شافي بن محمد الصييفي، وهي تبعد عن محافظة رماح 80 كيلو متر تقريباً